# Suyver

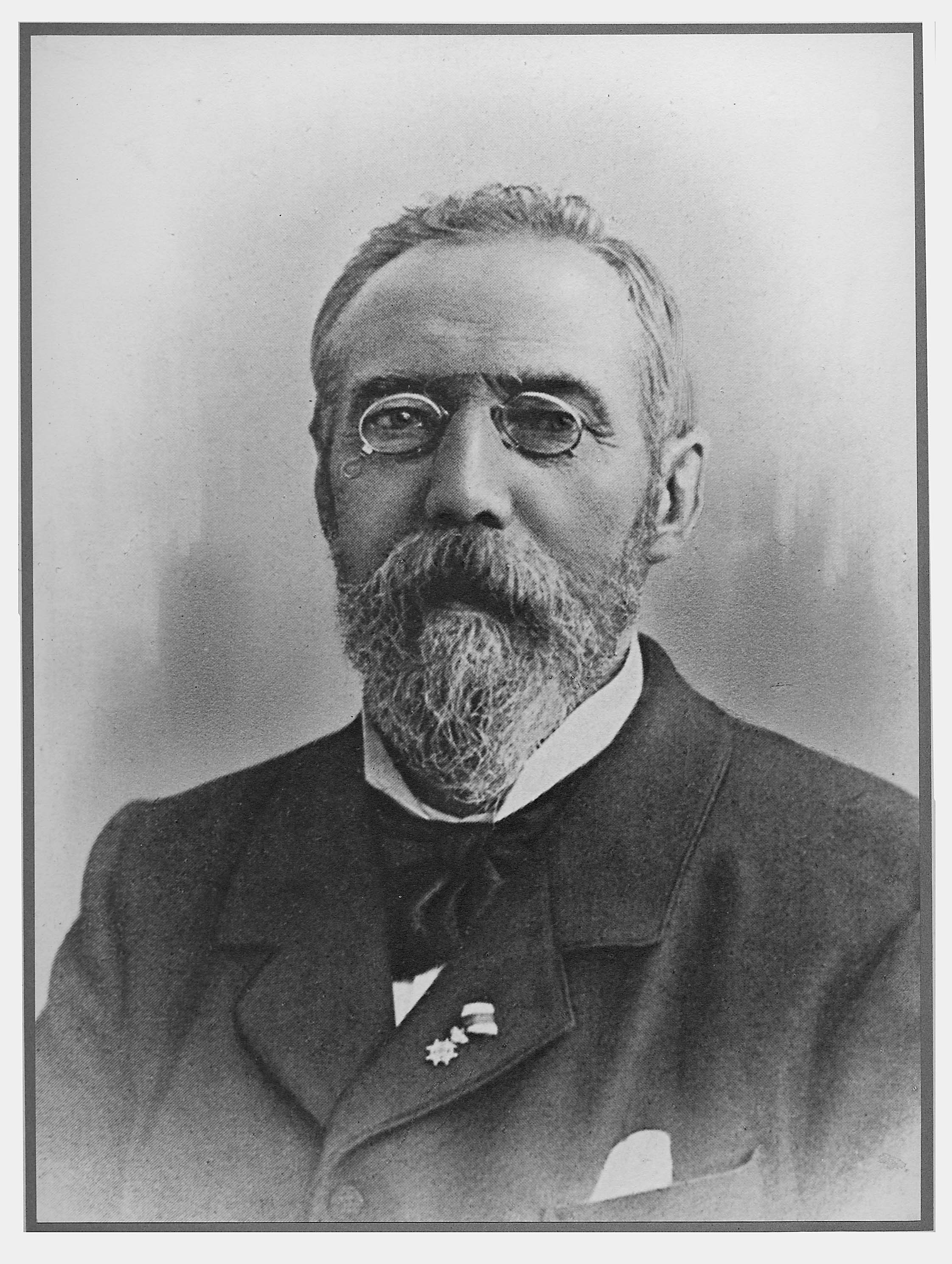
H.E.Suyver. De foto is van na 1897, gezien de koninklijke onderscheiding

Bickerseiland, eerste fabriek H&J Suyver, 1877

Suyver was een machinefabriek die bestond van 1876 tot 1980 te Amsterdam.

## Oprichting
De oprichting van deze onderneming was vooral het initiatief van een persoon, de naamgever, Hendrik Everard (Hein) Suyver (1834-1902). Deze selfmade technicus was binnen de Amsterdamse machinenijverheid opgeklommen van leerling bij Van Vlissingen en Dudok van Heel, het latere Werkspoor via ketelmakersbaas bij De Atlas tot mededirecteur van de firma Jonker (bedrijf). Na tien jaar mededirecteurschap maakt H E Suyver zich los en start samen met zijn neef Johan Jacob (Jan) Suyver (directeur van de Zeevaartschool) een eigen onderneming onder de firma H. & J. Suyver. De onderneming is gevestigd aan de Grote Bickersstraat op het terrein van de vroegere werven Hollandsche Tuin en Sint Jago. De zaken verlopen voorspoedig (1878: 120 werklieden, 1897: 172) en het bedrijf breidt zich zodanig uit dat er nieuwe huisvesting nodig is. Tussen 1880 en 1900 verhuist men naar de kop van het Bickerseiland, de vroegere werven De Walvisch, De Nagtegaal en het Zeepaard. Daar namen ze de plek in van de werf Meursing. Naast de ketelmakerij wordt er ook een ijzer- en metaalgieterij aan het bedrijf verbonden en houdt het bedrijf zich ook met meer algemene machinefabricage bezig. Naast het hoofdproduct, stoom- en andere ketels (als petroleumtanks, reservoirs, distilleerketels, extracteurs en autoclaven) worden ook stoommachines vervaardigd en veel reparatiewerk aan schepen verricht, deels aan de fabriek, deels ter plekke. Daarvoor beschikt men over drijvende bokken en een vervoerbare pneumatische installatie. Verder doet het autogene lassen al snel na de algemene introductie zijn intrede.

## Wisseling van wacht
Beide firmanten overlijden kort na elkaar (1901 en 1902), waarna drie zonen van Hein, Hendrik Everard (1863-1940), Cornelis Werner Johan (Cor) (1870-1940) en Machiel Gerrit George (1872-1933) de leiding op zich nemen van de in 1903 in een nv omgezette onderneming: Fabriek van stoomketels en werktuigen voorheen H. en J. Suyver, De erven van Johan Jacob worden uitgekocht. De daadkracht van de grondvester schijnt bij de opvolgende generatie minder te zijn, de nv (een familiezaak) kent nog geruime tijd een min of meer voortkabbelend bestaan met een opleving rond 1925. Maar de crisis van de jaren dertig hakt er flink in, vanwege oplopende verliezen wordt in 1936 de zaak geliquideerd. Cor Suyver zet met twee zonen de onderneming op een deel van het oorspronkelijk perceel voort onder de oude firmanaam H & J Suyver. Op het overgebleven deel van het perceel vestigt zich de werkplaats van Velthuijsen. In 1963 neemt L. Pietersen, de eigenaar van een scheepswerf in Amsterdam-Noord, de Suyver zaak over om die naar zijn werfterrein te verplaatsen. Hier wordt tot 1980 nog onder de naam Suyver geproduceerd.

## Wetenswaardigheden
Hein Suyver is ook de schrijver van het oudste oorspronkelijk Nederlandse boek over de  vervaardiging en herstelling van stoomketels onder de titel Praktische Handleiding Stoomketels en aanverwante Yzerwerken (Amsterdam 1870).
Hein Suyver trad op als getuige bij de Parlementaire enquête naar de toestand in fabrieken en werkplaatsen, in 1887 naar de werking van de Kinderwet van Van Houten.